# Жамбълски район (Алматинска област)
Вижте пояснителната страница за други значения на Жамбълски район.
Жамбълски район (на казахски: Жамбыл ауданы) е съставна част на Алматинска област, Казахстан, с обща площ 19 000 км2 и население 169 391 души (по приблизителна оценка към 1 януари 2020 г.). Мнозинството от населението са казахи (78,5 %), следвани от руснаците (11,3 %) и уйгурите (3,1 %).
Административен център е село Узинагаш.